# Georges Guilhaud
Georges Guilhaud, né le 4 janvier 1851 à Ruffec et mort le 2 novembre 1889 à Niort, est un avocat et compositeur français.

## Biographie
Il étudie au Conservatoire de Paris et y obtient le second prix d'harmonie en 1875.
On lui doit des pièces pour hautbois, saxophones, clarinettes et piano, des concertos ainsi que de la musique de scène. Sa participation la plus célèbre reste la musique de la pièce de Jules Verne et Adolphe d'Ennery Michel Strogoff, en collaboration d'Alexandre Artus (théâtre du Châtelet, 1881),.